# Gare de Lyon-Gorge-de-Loup
Gare de Lyon-Gorge-de-Loup vasútállomás Franciaországban, Lyon településen.

## Vasútvonalak
Az állomást az alábbi vasútvonalak érintik:
- Lyon-Saint-Paul-Montbrison-vasútvonal

## Kapcsolódó állomások
A vasútállomáshoz az alábbi állomások vannak a legközelebb:
- Gare d'Écully-la-Demi-Lune (Gare de Brignais)
- Gare de Lyon-Saint-Paul (Gare de Lyon-Saint-Paul)
- Gare d'Écully-la-Demi-Lune (Gare de Sain-Bel)